# Airbus A330neo
El Airbus A330neo es un avión de fuselaje ancho bimotor a reacción desarrollado por Airbus para reemplazar al Airbus A330 (ahora A330ceo ("Current Engine Option"(opción con motor original)). Hay dos variantes del A330neo, el A330-800neo y el A330-900neo. Las letras "neo" del nombre hacen referencia a "New Engine Option"(opción con nuevo motor). El Rolls-Royce Trent 7000 funge como planta motriz del avión en todas sus versiones. El A330neo ofrece mejoras como los winglets (inspirados en los del Airbus A350), una mayor envergadura (64 metros) y nuevos anclajes para los motores. De acuerdo a las declaraciones de Airbus, estas mejoras reducirán el consumo de combustible por asiento en un 14%, lo que supondrá una reducción general de costes básicos convirtiendo al A330neo en el mejor avión del mercado de fuselaje ancho en medio radio de acuerdo con su relación de coste-eficiencia.

## Desarrollo

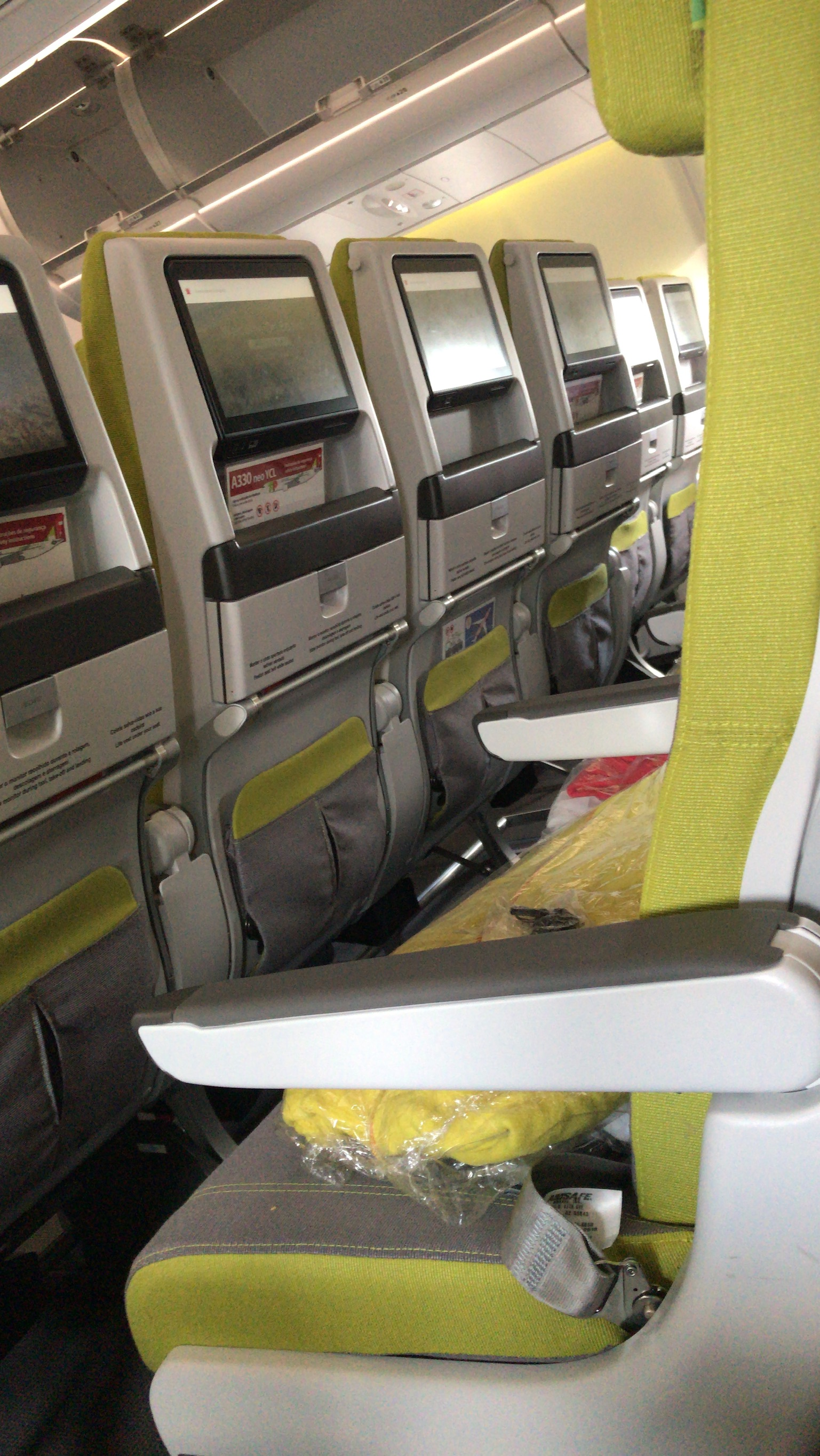
Cabina económica habitual 2-4-2 de A33* (ejemplo TAP Air Portugal).

La dirección de Airbus ha estado investigado como equipar al A330, su avión de fuselaje ancho con mejores ventas, con unos motores más nuevos y eficientes: "New Engine Option", o "neo" con el fin de mantener sus ventas. El director de ventas de Airbus John Leahy se mostraba convencido de poseer un avión capaz de competir con el Boeing 787, incluso sin necesidad de montar los nuevos motores. Era, asimismo, el avión de fuselaje ancho menos costoso en el caso de servir rutas de alta densidad más cortas de los 4000 millas náuticas (7408,0 km) y con potencial suficiente para monopolizar su segmento de mercado. Además, clientes como AirAsia X y Delta Air Lines se mostraron interesados en un A330 con nuevos motores y presionaron a Airbus para que desarrollase una nueva serie. Sin embargo, un A330neo podría causar igualmente problemas a Airbus; al encontrarse en el mismo segmento de mercado que el Airbus A350, ya que el A330neo podría propiciar una reducción de ventas de este último.
El 14 de julio de 2014, Airbus anunció el programa A330neo en el Salón Aeronáutico de Farnborough. El A330neo utilizaría el motor Rolls-Royce Trent 7000, que es una variante con un control eléctrico de sangrado del Trent 1000 utilizado por el Boeing 787-10. Tendría un diámetro de turbina de 112 plg (2844,8 mm), con una relación de paso 10:1 y que aportaría un empuje de 68.000 a 72.000 libras de fuerza (300 a 320 kN). El A330neo también mostraría otras mejoras como los winglets (inspirados en los del Airbus A350), una mayor envergadura (en 3,7 metros) y unos nuevos anclajes de motores. Las mejoras, unidas al incremento de plazas, reducirán el coste de combustible por asiento en un 14% en un vuelo de 4000 millas náuticas (7408,0 km), y un incremento del alcance en 400 millas náuticas (740,8 km). El A330neo tendrá más asientos que su predecesor. Según Airbus, el A330neo será el mejor avión de fuselaje ancho del mercado en el sector de medio alcance gracias a su mejora de costes y eficiencia.
La decisión de presentar el avión con una única opción de motores no es única de Airbus; el Boeing 777X también llegará con la opción de motores General Electric GE9X exclusivamente. Airbus hizo referencia a que ofrecer más de una opción de motores incrementa los costes de desarrollo, sin embargo, un motor similar también fabricado por Rolls Royce, el Trent 1000 ALPS, está previsto que esté disponible como opción de motores desde 2020. El director de Pratt and Whitney afirmó al Wall Street Journal, "Los motores ya no son la parte más importante del avión...la optimización del motor y del avión en conjunto se han vuelto más importantes." Tanto GE como R-R anhelaban un acuerdo por el neo, sin embargo GE abandonó el concurso para ser quien aportase los motores del neo después de que Boeing les hubiese elegido para ser los suministradores en exclusiva de los motores del futuro Boeing 777X.
El 7 de septiembre de 2015, Airbus anunció que había comenzado la producción del primer A330neo con la construcción de la zona central alar y el anclaje del motor.
El 7 de noviembre de 2015, Airbus anunció que el A330neo mostraría un parabrisas de cabina de mando distintivo con un diseño similar al del A350.
El montaje final comenzó en septiembre de 2016, en Toulouse, después que, a mediados de agosto, la factoría de Airbus en Broughton (Reino Unido) completó sus trabajos sobre la primera ala, la cual fue cargada en uno de los Beluga de la compañía y trasladada a Toulouse. Mientras tanto, el Rolls-Royce Trent 7000 continúa sus pruebas, con el primer trimestre de 2017 como objetivo para la certificación. 
El 23 de diciembre de 2016, el primer ejemplar salió del hangar de pintura, pendiente de recibir sus motores Rolls-Royce Trent 7000 todavía en fase de pruebas. Ya el día 14 de diciembre, Airbus comunicó a TAP-Air Portugal, el cliente de lanzamiento, un retraso de más de 3 meses en la futura entrega de su primer aparato debido a dichos problemas.
La EASA permitió certificar el neo sin palancas de mando activas.

## Componentes
Estados Unidos -  Reino Unido

### Electrónica
| Sistema        | País                      | Fabricante | Notas          |
| -------------- | ------------------------- | ---------- | -------------- |
| Redes de datos |                           |            | ARINC 429, CAN |
| ADIRUs         | Bandera de Estados Unidos | Honeywell  | 3              |
| Sensores AoA   | Bandera de Francia        | Thales     | 3              |
| TAWS           | Bandera de Estados Unidos | ACSS       | T3CAS          |
| ROPS+          | Bandera de Francia        | Airbus     | T3CAS          |
| ATSAW          | Bandera de Estados Unidos | ACSS       | T3CAS          |
| ACAS II        | Bandera de Estados Unidos | ACSS       | T3CAS          |
| Transpondedor  | Bandera de Estados Unidos | ACSS       | T3CAS          |

### Propulsión

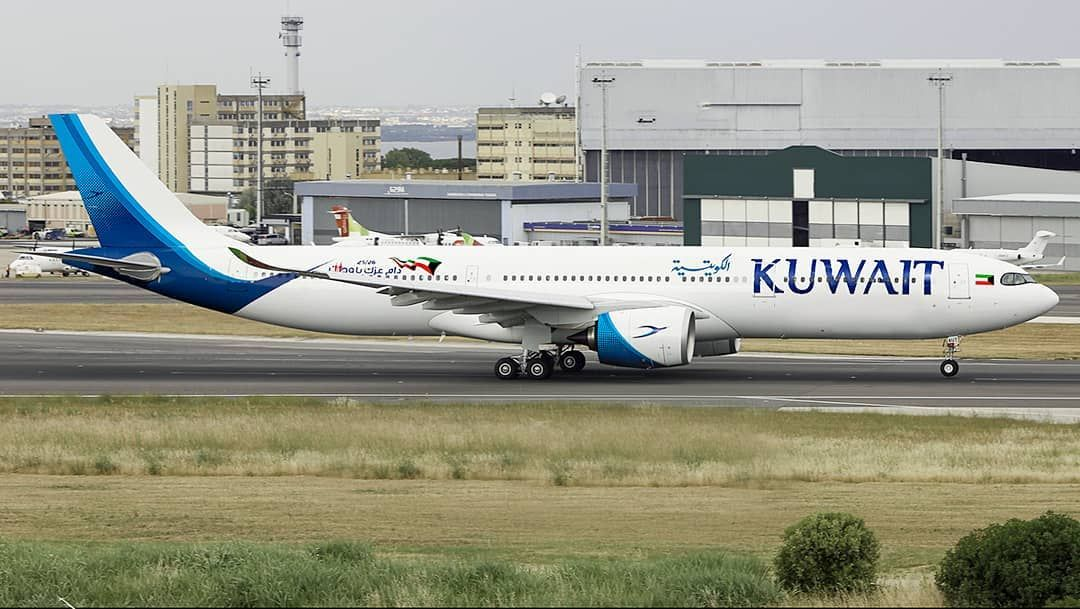
A330-800neo de Kuwait Airways

| Sistema | País                    | Fabricante           | Notas          |
| ------- | ----------------------- | -------------------- | -------------- |
| Motor   | Bandera del Reino Unido | Rolls-Royce Holdings | 2 × Trent 7000 |

## Variantes
Airbus ofertará dos variantes del A330neo: el A330-800neo (que buscará servir de reemplazo directo del Airbus A330-200) y el A330-900neo (que será el reemplazo directo del Airbus A330-300).
El A330-800neo puede dar cabida a 257 personas en una configuración clásica de tres clases y hasta 406 pasajeros en la configuración de alta densidad, mientras que el A330-900neo podrá acomodar a 287 personas con tres clases de asientos y hasta 440 pasajeros en configuración de alta densidad. Ambas variantes también tendrán un alcance mayor que sus predecesores.

## Pedidos
Tras el lanzamiento del programa A330neo en Farnborough en julio de 2014, Airbus firmó memorandos de entendimiento por 121 aviones. Los 121 aviones requeridos en total procedían de tres aerolíneas, y tres compañías de alquiler de aeronaves. AirAsia X se comprometió por 50 A330-900neos, Transaero Airlines se interesó por 12, y un cliente asiático no desvelado se interesó por cuatro aviones. Air Lease Corporation anunció su interés por 25 A330neos, el CIT Group se interesó por 15 aeronaves, y Avolon se comprometió por 15 aviones.
Una vez terminado el Salón Aeronáutico de Farnborough, Hawaiian Airlines anunció que había firmado un memorando de entendimiento con Airbus por seis Airbus A330-800neos, con derechos de compra por seis A330-800neos adicionales. Este nuevo pedido de A330neo reemplazó al pedido previo de la aerolínea de 12 (seis en firme y seis en derecho de compra) aviones Airbus A350-800.
El 19 de noviembre de 2014, Delta Air Lines se convirtió en la primera aerolínea en firmar un pedido en firme por el Airbus A330neo con el pedido de 25 aviones A330-900neo. 
 La aerolínea es también la compañía oficial de lanzamiento del Airbus A330-900neo.
El 3 de diciembre de 2014, CIT Group confirmó su pedido de 15 aviones A330-900neo. El 15 de diciembre de 2014, AirAsia X anunció un pedido en firme por 55 Airbus A330-900neo, cinco aeronaves más que los 50 aparatos pedidos en origen por la aerolínea en el memorando de entendimiento en el Salón Aeronáutico de Farnborough en julio de 2014. Este es el mayor pedido unitario hasta la fecha para la familia A330. El 18 de diciembre de 2014, Hawaiian Airlines firmó su pedido de seis aviones A330-800neo, reemplazando la orden previa de la aerolínea por el Airbus A350-800. El 23 de diciembre de 2014 Avolon firmó su pedido por 15 aviones A330neo. El 24 de diciembre de 2014, la compañía taiwanesa Transasia Airways se reveló como el cliente misterioso del Salón Aeronáutico de Farnborough que había mostrado interés en la compra de cuatro aviones Airbus A330neo. La aerolínea anunció un pedido en firme por cuatro Airbus A330-800neos.
El 18 de febrero de 2015, la aerolínea israelí Arkia Israel Airlines mostró interés en la compra de cuatro Airbus A330-900neo, interés confirmado por un pedido firme el 11 de junio de 2016 con ocasión del salón Aeronáutico de Farnborough 2016.
El 9 de marzo de 2015, Air Lease Corporation confirmó su pedido del salón Aeronáutico de Farnborough por 25 Airbus A330-900neo.
El 28 de enero de 2016, Iran Air firma un memorando de entendimiento con Airbus por 18 Airbus A330-900neos, como parte de un acuerdo de renovación de su flota por 118 aparatos del constructor Airbus.
El 19 de abril de 2016, Airbus anuncia un pedido firme de 14 -900s por parte de Garuda Indonesia el mismo día 28 de enero.

### Pedidos en firme
| Fecha del Pedido        | País           | Cliente                | Tipo de aeronave | Tipo de aeronave | Total |
| Fecha del Pedido        | País           | Cliente                | 800neo           | 900neo           | Total |
| ----------------------- | -------------- | ---------------------- | ---------------- | ---------------- | ----- |
| 15 de octubre de 2018   | Kuwaití        | Kuwait Airways         | 6                | 0                | 6     |
| 11 de junio de 2016     | Israel         | Arkia Israeli Airlines | 0                | 2                | 2     |
| 28 de enero de 2016     | Indonesia      | Garuda Indonesia       | 4                | 12               | 16    |
| 15 de diciembre de 2015 | Malasia        | AirAsia X              | 0                | 66               | 66    |
| 13 de noviembre de 2015 | Portugal       | TAP Air Portugal       | 0                | 14               | 14    |
| 9 de marzo de 2015      | Estados Unidos | Air Lease Corporation  | 0                | 25               | 25    |
| 23 de diciembre de 2014 | Irlanda        | Avolon                 | 0                | 15               | 15    |
| 18 de diciembre de 2014 | Estados Unidos | Hawaiian Airlines      | 6                | 0                | 6     |
| 3 de diciembre de 2014  | Estados Unidos | CIT Group              | 0                | 15               | 15    |
| 19 de noviembre de 2014 | Estados Unidos | Delta Air Lines        | 0                | 25               | 25    |
| Total                   | Total          | Total                  | 16               | 179              | 195   |

A 30 de septiembre de 2016
Notas
1. ↑  Operador de lanzamiento de la variante A330-900neo.
2. ↑  Cliente de lanzamiento de la variante A330-900neo.

## Operadores

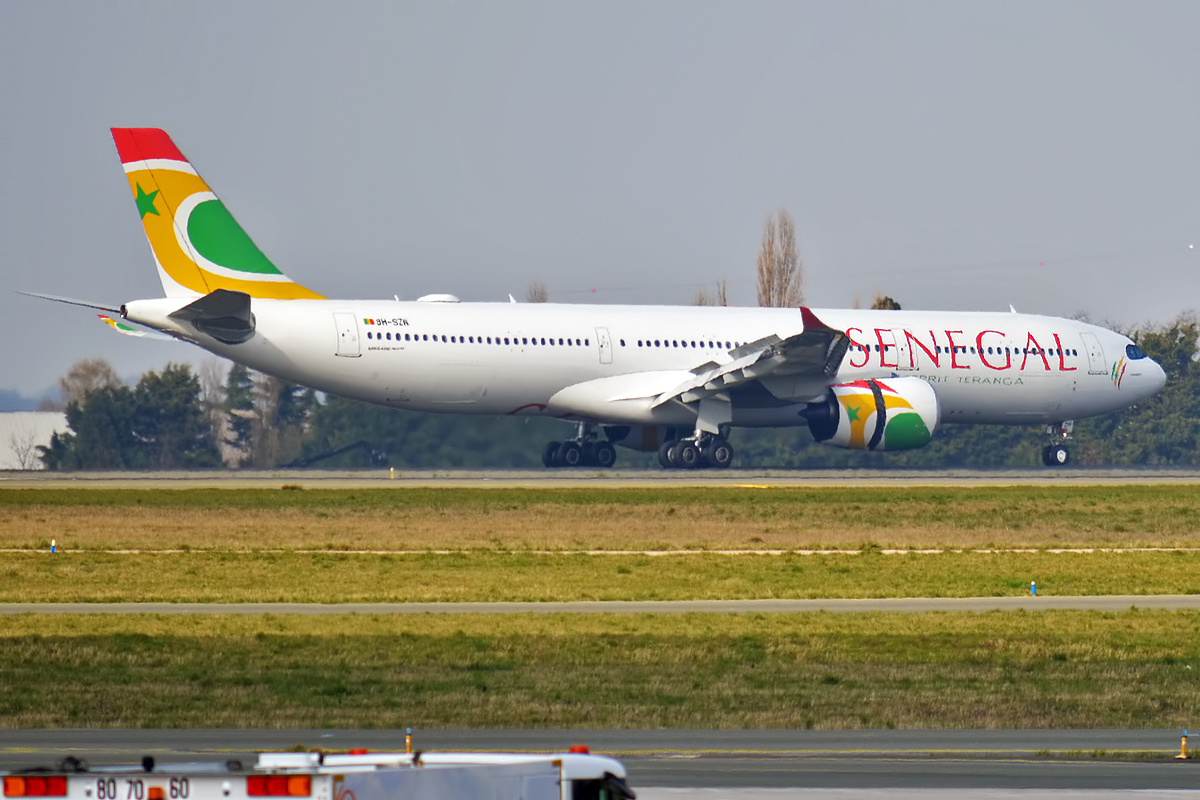
A330-941 de Air Senegal

Las siguientes aerolíneas operan este modelo de avión:
1. Delta Air Lines 27[53]
2. TAP Air Portugal 19[54]
3. Condor Flugdienst: 10[55]
4. Cebu Pacific Air 9[56]
5. ITA Airways: 9[57]
6. Lion Air 8[58]
7. Azul Linhas Aéreas Brasileiras 7[59]
8. Virgin Atlantic Airways 4[60]
9. StarLux Airlines 4[61]
10. Kuwait Airways 4[62]
11. Corsair International 4[63]
12. Garuda Indonesia 3[64]
13. LOT Polish Airlines 2[65]
14. Sunclass Airlines 2[66]
15. Citilink 2[67]
16. Uganda Airlines 2[68]
17. Air Belgium 2[69]
18. Air Senegal 2[70]
19. Aircalin 2[71]
20. Thai AirAsia X 2[72]
21. Air Mauritius 2[73]
22. Air Greenland 1[74][75]
23. Iberojet 1[76]
24. Airhub Airlines 1[77]
25. Iberojet Portugal 1[78]

### Antiguos Operadores

#### Asia
Arabia Saudita
- Flynas (3)[79]

 Brunéi
- Royal Brunei Airlines (1)[80]

 Tailandia
- Thai Lion Air (4)[81]

#### Europa
Malta
- Hi Fly Malta (1)[82]

## Pedidos y Entregas
A septiembre de 2023.
| ver discusión editar | Total pedidos | Total entregas |
| A330-800             | 12            | 7              |
| A330-900             | 311           | 101            |
| Total                | 323           | 108            |

|          |          | 2014 | 2015 | 2016 | 2017 | 2018 | 2019 | 2020 | 2021 | 2022 | 2023 | Total |
| Pedidos  | A330-800 | 10   | —    | —    | -4   | 2    | 6    | 1    | —    | -4   | 1    | 12    |
| Pedidos  | A330-900 | 110  | 52   | 42   | 10   | 16   | 93   | -7   | 22   | -61  | 34   | 311   |
| Pedidos  | Total    | 120  | 52   | 42   | 6    | 18   | 99   | -6   | —    | -65  | 35   | 323   |
| Entregas | A330-800 | —    | —    | —    | —    | —    | —    | 3    | 1    | 1    | 2    | 7     |
| Entregas | A330-900 | —    | —    | —    | —    | 3    | 41   | 10   | 11   | 20   | 16   | 101   |
| Entregas | Total    | —    | —    | —    | —    | 3    | 41   | 13   | 12   | 21   | 18   | 108   |

A septiembre de 2023.
Pedidos y entregas acumuladas del A330neo

 Pedidos
 Entregas
A septiembre de 2021

## Especificaciones
|                                 | A330-800neo | A330-900neo |
| ------------------------------- | --- | --- |
| Pilotos                         | Dos | Dos |
| Capacidad de asientos, típica   | 257 (3 clases) 406 (máximo)                                                                                               | 287 (3 clases) 440 (máximo)                                                                                               |
| Longitud                        | 58,82 m (192,98 pies) | 63,69 m (208,96 pies) |
| Envergadura                     | 64 m (209,97 pies) | 64 m (209,97 pies) |
| Anchura de asiento              | 18 plg (45,7 cm) en turista tradicional (ocho por fila) o 16,5 plg (41,9 cm) en turista de alta densidad (nueve por fila) | 18 plg (45,7 cm) en turista tradicional (ocho por fila) o 16,5 plg (41,9 cm) en turista de alta densidad (nueve por fila) |
| Peso máximo al despegue (MTOW)  | 242 000 kg (38 108,5 st)                                                                                                  | 242 000 kg (38 108,5 st)                                                                                                  |
| Peso máximo al aterrizaje       | 186 000 kg (29 290 st) | 191 000 kg (30 077,37 st)                                                                                                 |
| Capacidad máxima de combustible | 139 090 L (36 743,69 galAm)                                                                                               | 139 090 L (36 743,69 galAm)                                                                                               |
| Alcance máximo (con reservas)   | 8150 nmi (15 093,76 km)                                                                                                   | 7200 nmi (13 334,37 km)                                                                                                   |
| Motor (×2)                      | Rolls-Royce Trent 7000 | Rolls-Royce Trent 7000 |
| Empuje (×2)                     | Trent 7000 68000 lbf (300 kN) a 72000 lbf (320 kN)                                                                        | Trent 7000 68000 lbf (300 kN) a 72000 lbf (320 kN)                                                                        |